# 小行星3752
小行星3752（英語：3752 Camillo）是一颗围绕太阳公转的小行星。1985年8月15日，埃莉諾·赫琳、M. A. Barucci在科索尔发现了此天体。
这颗小行星的绝对星等为312.2044143018961等。